# Kolonialkriegerdenkmal (Düsseldorf)

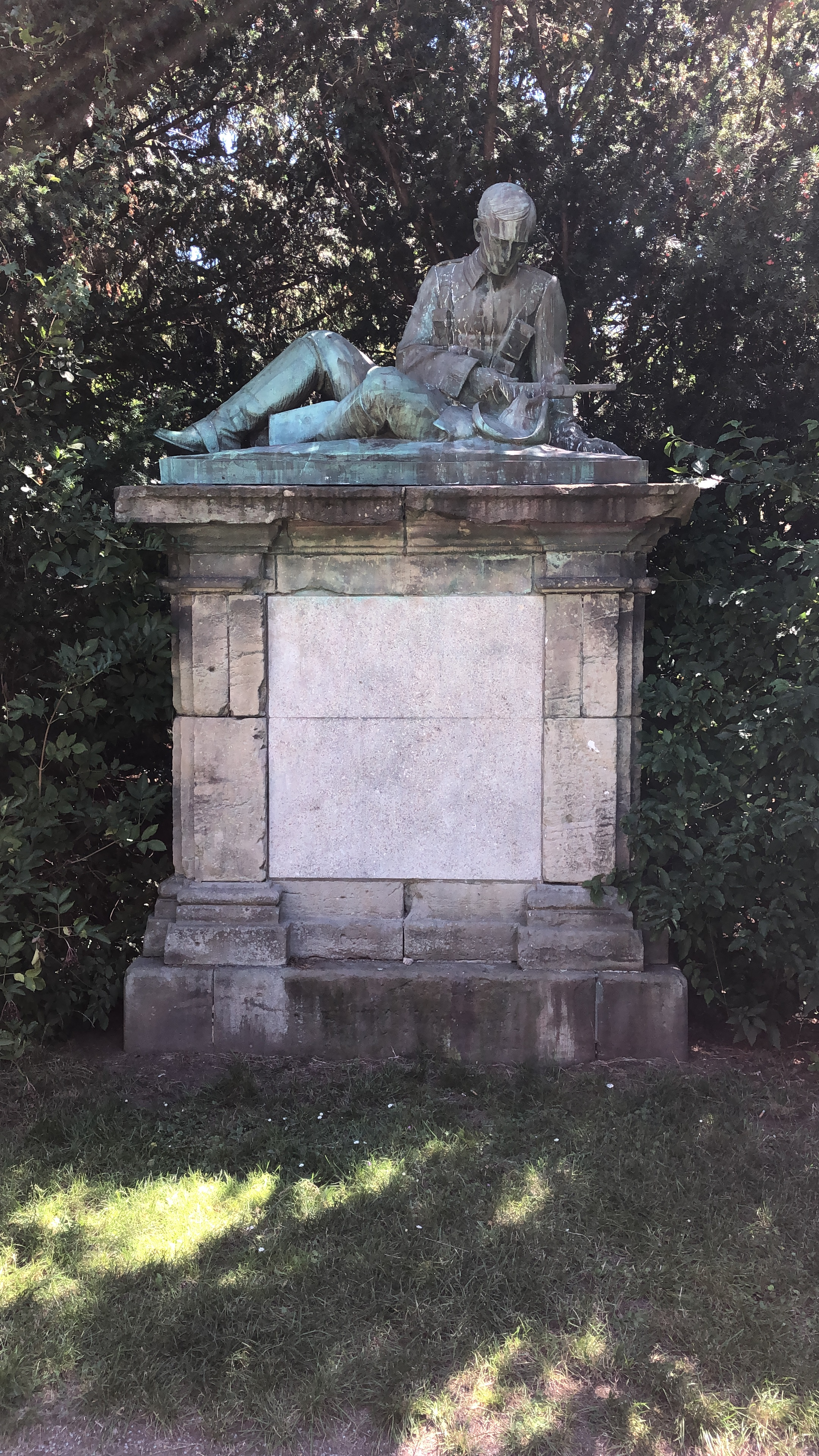
Kolonialkriegerdenkmal (2020)

Das Kolonialkriegerdenkmal Düsseldorf ist ein Kriegerdenkmal in Düsseldorf. Es wurde vom Niederrheinischen Füsilier-Regiment Nr. 39 gestiftet, um Regimentsangehörigen zu gedenken, die sich in den Jahren 1904 bis 1907 an der Niederschlagung der Aufstände von Herero und Nama in Deutsch-Südwestafrika beteiligt hatten und dort gefallen waren. Das Denkmal wurde 1908 von dem Bildhauer und Regimentsangehörigen Peter Bürger entworfen und am 26. Mai 1909 auf dem Exerzierplatz der Kaserne Tannenstraße in Düsseldorf-Derendorf eingeweiht. 1935 wurde es von dort an die Ecke Tannenstraße/Roßstraße des Frankenplatzes – an ein Rasenfeld mit Gehölzhintergrund – transloziert.
Bereits zum 75-jährigen Bestehen des Regiments wurde 1893 im Aaper Wald, an ehemaligen Schießständen des Regiments, ein Kriegerdenkmal nach einem Entwurf des Bildhauers Ernst Roeting, die Bronzefigur eines 2,5 Meter hohen Kriegers auf einem 3,5 Meter hohen Sandsteinsockel, enthüllt. Ein weiteres Denkmal des Füsilier-Regiments Nr. 39 ist das 1909 eingeweihte Kriegerdenkmal Düsseldorf-Golzheim.

## Beschreibung
Das Denkmal besteht aus einer ca. 1,5 Meter hohen, ca. 200 kg schweren Bronzeplastik, die auf einem neoklassizistischen, ca. 2,2 Meter hohen Sandsteinsockel ruht. Der Denkmalsockel ist auf allen vier Seiten mit Pilastern architektonisch gegliedert. Die Pilaster, die auf der Vorderseite des Denkmals eine Gedenkplatte rahmen, stehen auf einer Basis und werden oben durch ein Gesims überragt. Die Bronzeplastik zeigt einen Soldaten in Tropenuniform mit abgelegtem Schutztruppenhut. Mit aufgerichtetem Oberkörper, in der Rechten das Gewehr auf dem Schoß haltend, sitzt er auf dem Boden, den Blick nach unten gerichtet, trauernd oder selbst mit dem Tode ringend wie die Figur des Sterbenden Galliers, an die der Krieger kompositorisch angelehnt sein könnte.

## Geschichte
Als 1904 in Deutsch-Südwestafrika unter Kaptein Samuel Maharero ein Aufstand des Volksstamms der Herero ausgebrochen war, dem sich bald ein Stamm des Volks der Nama anschlossen hatte, meldeten sich zwei Offiziere, neun Unteroffiziere und 38 einfache Soldaten des Niederrheinischen Füsilier-Regiments Nr. 39 für den Militärdienst in der Schutztruppe für Deutsch-Südwestafrika. Aus den Reihen dieses Regiments hatten sich bereits im Jahr 1900 Teilnehmer für die Niederschlagung des Boxeraufstands gemeldet. Im Laufe der Ereignisse, die nach heute herrschender historischer Ansicht in einen Völkermord an den Herero und Nama mündeten, starben von ihnen in Afrika – laut ursprünglicher Gedenktafel am Denkmalsockel – der Leutnant Gottfried Erich Bender, Sohn des ehemaligen Bürgermeisters von Gerresheim, Otto Bender, am 5. Juli 1906, der Unteroffizier Josef Kaplecky am 2. November 1905 sowie die Füsiliere Johann Helmut Fraenzen und Karl Heinrich Schimmel am 4. Oktober 1904 bzw. am 26. März 1905. Des Weiteren starb der Füsilier Trakowiak, der auf der Gedenktafel aber nicht erwähnt wurde. Kaplecki wurde von den Unteroffizieren eine eigene Gedächtnistafel gewidmet, die aber schon vor Ausbruch des Zweiten Weltkriegs verschollen war.

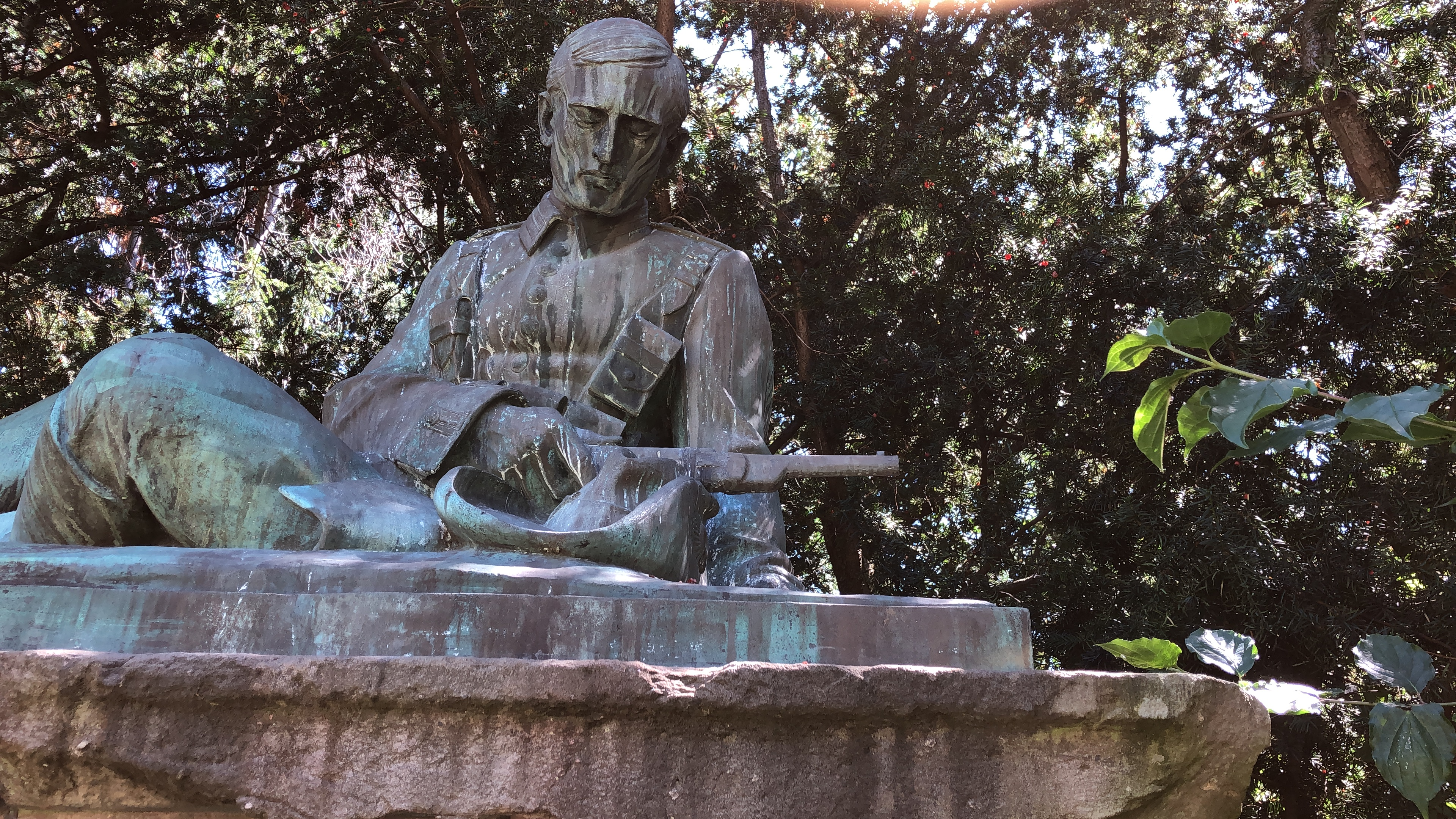
Bronzeskulptur des Kolonialkriegers

1908 beauftragte der zum Niederrheinischen Füsilier-Regiment Nr. 39 nach Düsseldorf versetzte Kommandeur Oberst Cai Theodor Dame, der als Nachfolger von Lothar von Trotha bis zum 23. Juni 1906 die Schutztruppen in Deutsch-Südwestafrika befehligt hatte, Regimentsangehörige mit der Errichtung eines Kriegerdenkmals. Dessen Sandsteinsockel wurde unter Leitung des Unteroffiziers Runkel auf dem Exerzierplatz der Kaserne errichtet. Nachdem der regimentsangehörige Bildhauer Peter Bürger die Bronzeplastik des Kriegers fertiggestellt hatte, fand am 26. Mai 1909 die Einweihung des Denkmals statt. Die Geldmittel zur Errichtung des Denkmals hatten Angehörige des Niederrheinischen Füsilier-Regiments Nr. 39 nach einem Spendenaufruf, den Dame an die Düsseldorfer Bevölkerung gerichtet hatte, gesammelt.
Nach dem Ersten Weltkrieg kam es zur Alliierten Rheinlandbesetzung und zur Ruhrbesetzung. In diesem Zuge wurden ab 1921 französische Soldaten in der Kaserne Tannenstraße einquartiert. Diese beschädigten das Denkmal mehrmals. So wurde der Kopf des Soldaten von einer Kugel durchschossen und der Gewehrlauf abgetrennt. Das Bajonett fehlt bis heute. Auch auf dem Sockel finden sich Spuren von Einschüssen.
Nach dem Ende der Ruhrbesetzung bemühten sich Kräfte der Kolonialbewegung – der Kolonialverein Düsseldorf e. V. unter Johannes Dammermann, die Abteilung Düsseldorf der Deutschen Kolonialgesellschaft unter Richard Lehnkering und die Kolonialgesellschaft Düsseldorf unter Ludwig Pieper – sowie der Veteranenverein des Niederrheinischen Füsilier-Regiments Nr. 39 und auch Bürgervereine – der Bürgerverein Zoo und der Bürgerverein Derendorf – darum, dass die Stadt Düsseldorf das Denkmal restauriert und es an einem öffentlichen Ort neu aufstellt. Dieses Ansinnen lehnte die Stadt „wegen des geringen künstlerischen Gehalts“ des Denkmals zunächst ab.
Erst 1935 wurde ein erneuter Antrag des Veteranenvereins der 39er von der Stadt, die in diesem Zuge die Kosten des umzugestaltenden Frankenplatzes übernahm, genehmigt. Die Renovierungskosten brachten Angehörige der Kolonialvereine und des Niederrheinischen Füsilier-Regiments Nr. 39 durch eine Spendenaktion und den Verkauf von Liederbüchern auf. Anlässlich der Tagung des Rheinisch-Westfälischen Kolonialkriegerbundes, die am 28. und 29. September 1935 in Düsseldorf stattfand, wurde das am Frankenplatz neu errichtete Denkmal am 29. September 1935 in Anwesenheit von Franz Ritter von Epp, dem Reichsstatthalter von Bayern, Leiter des Kolonialpolitischen Amtes der NSDAP und Bundesführer des Deutschen Kolonialkrieger-Bundes, im Rahmen einer Gefallenenehrung eingeweiht und dem Oberbürgermeister Hans Wagenführ mit einer neuen Gedenkplatte als „Allgemeines Kolonial-Ehrenmal“ übergeben. An diesem Festakt, bei dem zur Erinnerung eine Urkunde in den Denkmalsockel eingelassen wurde, nahm wenigstens auch ein Askari teil. Während sich das Kolonialkriegerdenkmal in der Zeit des Nationalsozialismus zu einer Pilger- und Gedenkstätte entwickelte, wurde eine andere Düsseldorfer Bronzeplastik mit afrikanischen Bezügen, Die Nubierin von Bernhard Sopher, 1938 als „entartet“ diffamiert und abgebaut.

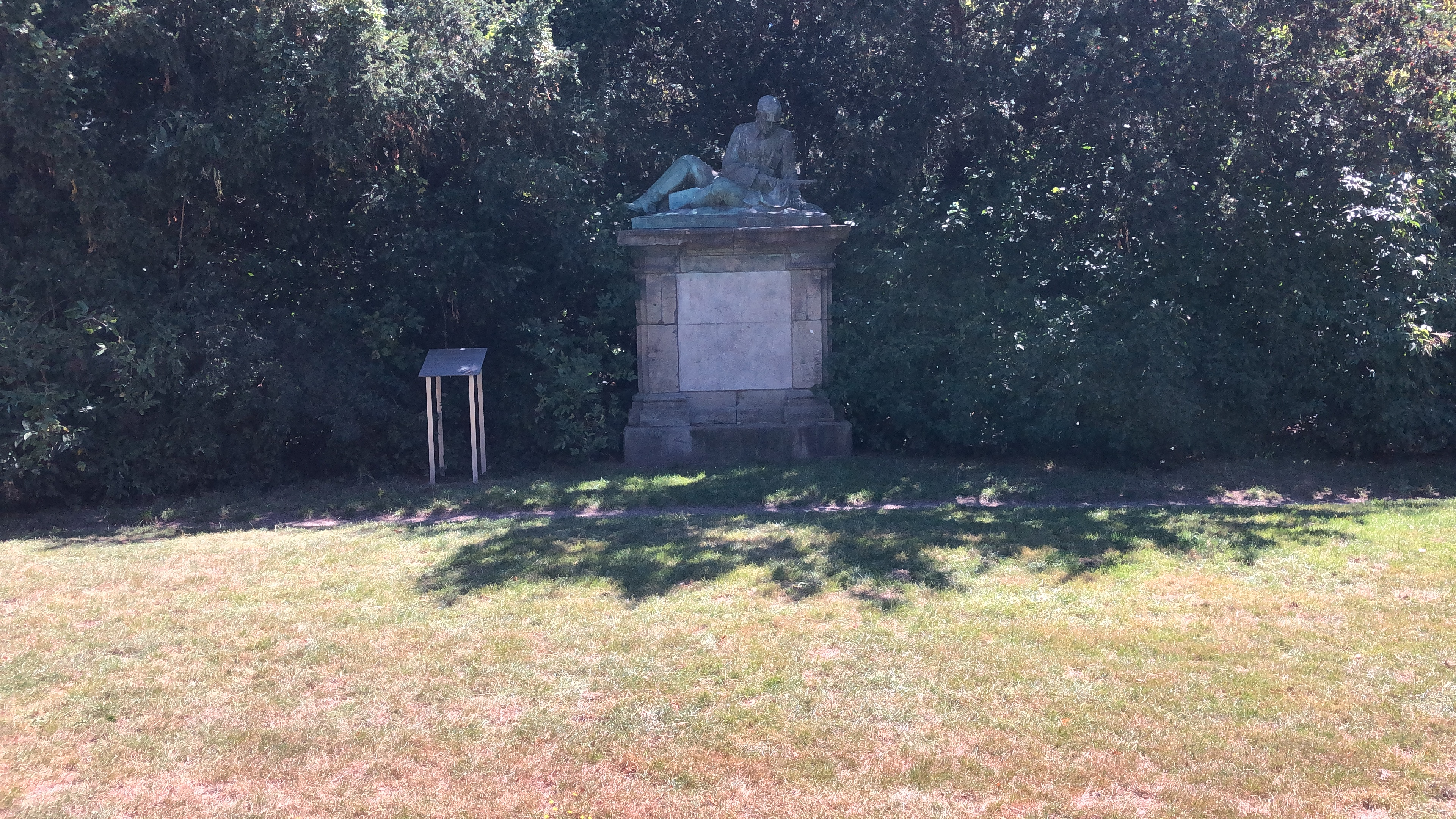
Denkmal in der Grünanlage am Frankenplatz

Im Januar 1951 versuchten Diebe, das Denkmal vom Sockel zu heben. Daraufhin erging am 13. April 1951 der Beschluss des Kulturausschusses der Stadt, die Bronzeplastik mit drei anderen gefährdeten Werken bis auf weiteres von ihrem Platz zu entfernen. Ein Jahr später wurde sie mit einer diebstahlsicheren Verankerung und erneuerter Schrifttafel wieder am Frankenplatz aufgestellt. Während der Studentenbewegung 1967 kam es erneut zu Beschädigungen an dem Denkmal, diesmal zu einer mutwilligen Zerstörung der Gedenktafel auf dem Denkmalsockel.
2004 ließ die Evangelische Kirche im Rheinland am Frankenplatz neben dem Denkmal zum Gedenken „der Menschen Namibias“ eine Tafel aus Metall aufstellen. Sie erinnert an jene, „die während des Kolonialkrieges 1904–1908 in ‚Deutsch-Südwestafrika‘ dem Völkermord durch deutsche Truppen zum Opfer gefallen sind“. In einer Feierstunde am 12. September 2019 wurde diese Tafel – textlich geringfügig überarbeitet – erneuert. Dem Historiker Joachim Zeller zufolge ist die Tafel die erste Gedenktafel in der ganzen Bundesrepublik, welche die Kriegsverbrechen in Deutsch-Südwestafrika als Völkermord bezeichnet. Erst im Juli 2015 wurden die Ereignisse auch vom deutschen Auswärtigen Amt als Völkermord eingestuft.